# Plöckenpass Straße

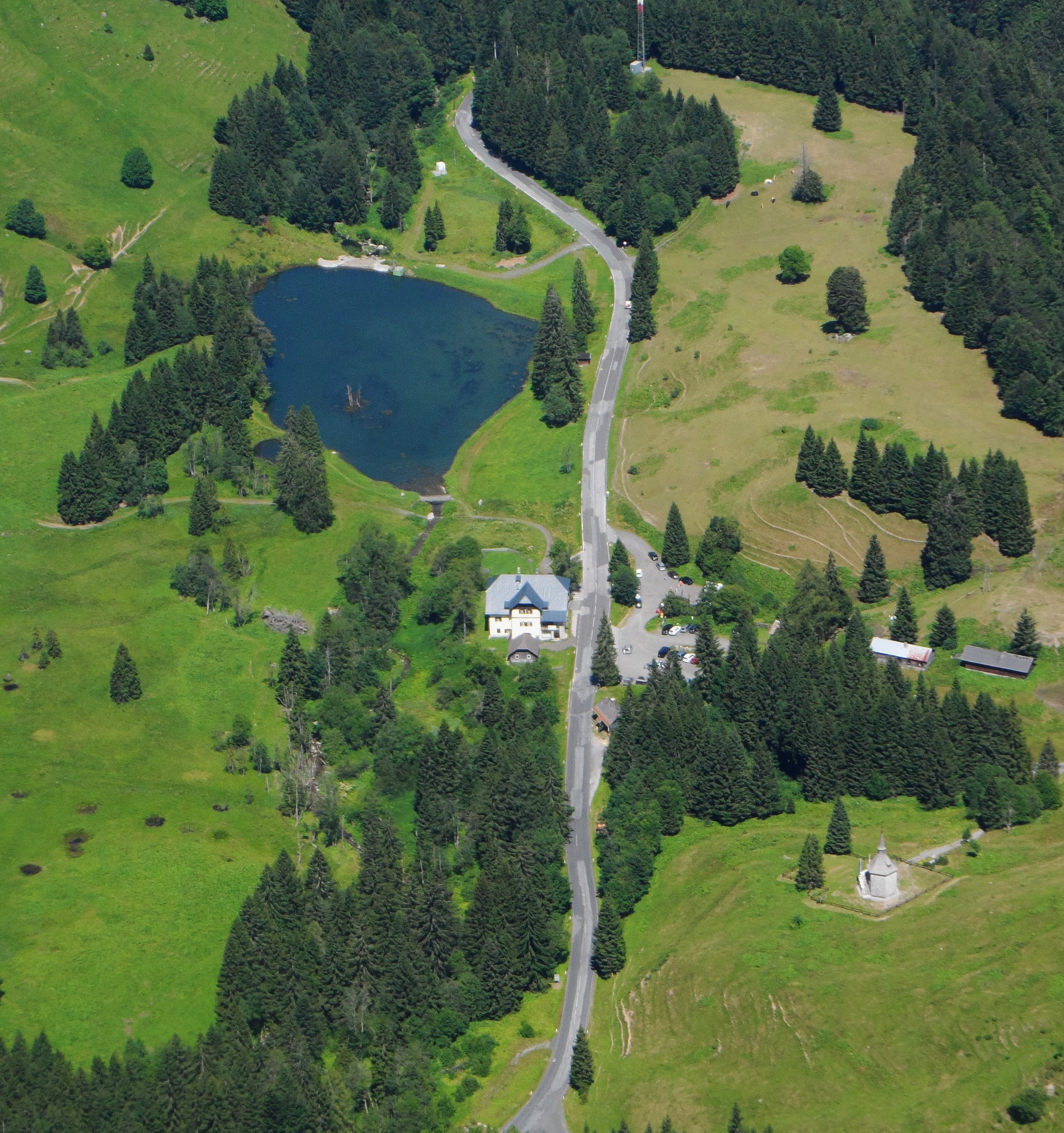
Die Plöckenpass Straße mit Cellonsee, Plöckenhaus und Plöckenkapelle, aufgenommen vom Kleinen Pal.

Die Plöckenpass Straße (B 110) ist eine Landesstraße in Österreich. Sie hat eine Länge von 27,4 Kilometern und führt vom Drautal über den Gailbergsattel ins Gailtal und von dort zum namensgebenden Plöckenpass an der Staatsgrenze nach Italien.

## Geschichte
Die Gailbergstraße zwischen Kötschach und Oberdrauburg wurde 1893–1898 auf Kosten der Reichsregierung zu einer Reichsstraße ausgebaut, um das Gailtal auch im Kriegsfall versorgen zu können. Ab 1910 wurde auch die südliche Teilstrecke von Mauthen bis zum Plöckenpass zu einer Fahrstraße ausgebaut. Der Erste Weltkrieg wurde 1915–1918 in den Karnischen Alpen als erbitterter Stellungskrieg geführt. Künstliche Lawinen und ständiger Artilleriebeschuss zerstörten die frontnahen Fahrwege so gründlich, dass die Reparatur der zerstörten Fahrstraße erst 1925 möglich war.
Die Gailtaler Straße von Arnoldstein über Kötschach nach Oberdrauburg gehört zu den ehemaligen Reichsstraßen, die 1921 als Bundesstraßen übernommen wurden. Vor 1938 wurde die Plöckenpass Straße als B 64 b bezeichnet, nach dem Anschluss Österreichs wurde die Plöckenpass Straße als Reichsstraße 337 bezeichnet. Ab dem 1. April 1948 gehörte die Plöckenpaß Straße wieder zum Netz der Bundesstraßen in Österreich.
Im Zuge der Sperrung des Plöckenpasses nach dem Erdrutsch im Dezember 2023 wurde im September 2024 auf drei Teilstücken der Plöckenpass Straße die Fahrbahn erneuert. Dies waren die Ortsdurchfahrt Laas, der Abschnitt von km 18,2 bis km 22,1 (auf Höhe sog. Marmorbruch in etwa zwischen Abzweigung Kreuzberg und der Brücke über den Valentinbach beim Soldatenfriedhof) und der Abschnitt km 23,5 bis km 25,3 (in etwa ab Abzweigung Valentinalm bis zur Lawinengalerie nach dem Plöckenhaus). Es wurden 610.000 Euro durch das Land Kärnten investiert, die sich in drei fast gleichen Teilen auf die jeweiligen Abschnitte verteilen.